# Confederação

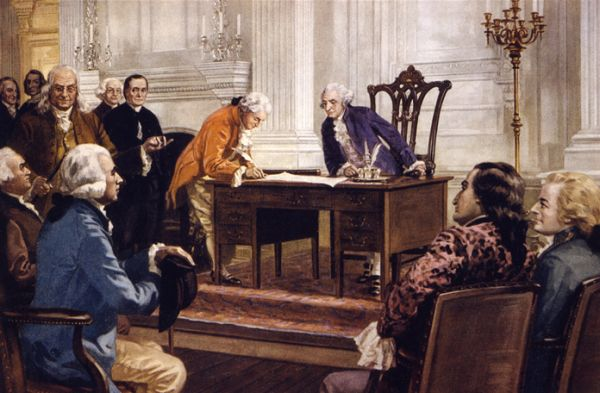
Representação da assinatura dos Artigos da Confederação em 1781 que daria início ao período confederado americano.

Em ciência política, a confederação é uma associação de Estados soberanos, usualmente criada por meio de tratados, mas que pode eventualmente adotar uma constituição comum. A principal distinção entre uma confederação e uma federação é que, na Confederação, os Estados constituintes não abandonam a sua soberania (poderes de autodefesa e autorregulação), enquanto que, na Federação, a soberania é transferida para o Estado Federal. As confederações costumam ser instituídas para lidar com assuntos cruciais como defesa, relações exteriores, comércio internacional e união monetária.
Em termos políticos modernos, uma confederação é normalmente limitada a uma união permanente de Estados soberanos para o propósito de adotar uma ação comum frente a outros Estados. A natureza da relação entre os Estados confederados e entre estes e a união confederativa varia de caso a caso. Algumas confederações mais frouxas assemelham-se a organizações internacionais (alguns diriam que, hoje em dia, confederações são organismos internacionais), enquanto que confederações mais estreitas parecem-se com federações. No Canadá, a palavra confederação tem um significado adicional, sem relação "Confederação" refere-se ao processo de criação do estado federal canadense.
Na maioria dos casos, a confederação é governada por uma assembleia dos Estados confederados, que têm direitos e deveres idênticos. As decisões desta assembleia são, em princípio, tomadas por unanimidade. A confederação tem em regra personalidade jurídica, mas a sua capacidade internacional é limitada. Do ponto de vista histórico, a confederação costuma ser uma fase de um processo que leva à federação, como nos casos dos Estados Unidos e da Suíça. Por vezes a confederação pode desfazer-se em Estados soberanos, a exemplo da República Árabe Unida. Os indivíduos súditos de uma confederação guardam a nacionalidade dos seus respectivos Estados.
Em outra acepção, a palavra pode significar um tipo de organização que consolida um grupo de organizações independentes, como as confederações de esportes ou as confederações sindicais.